# Anourosorex assamensis
Anourosorex assamensis és una espècie de musaranya del gènere Anourosorex. És endèmica del nord-est de l'Índia.